# Desert oriental d'Egipte
El desert oriental d'Egipte és la zona desèrtica situada a l'est del riu Nil, entre aquest riu i la mar Roja i entre el delta del riu al nord i la primera cascada del Nil al sud (més al sud s'anomena desert de Núbia).